# 吴利仁
吴利仁（1923年—），男，直隶（今河北）滦县人，中国岩石学家，曾任中国科学院地质研究所研究员、博士生导师。